# Разрисованная вуаль (саундтрек)
Разрисованная вуаль (саундтрек) (англ.  The Painted Veil: Original Motion Picture Soundtrack) — альбом оригинальных саундтреков, выпущенный в 2007 году. Содержит треки из кинофильма «Разрисованная вуаль» 2006 года. Композитором выступил Александр Деспла. Общая длительность треков составила 54 минуты 35 секунд. В записи альбома принимали участие: китайский пианист Лан Лан и Пражский симфонический оркестр.
Альбом завоевал премию «Золотой глобус» за лучшую музыку к фильму.

## Список композиций
| №   | Название                                       | Длительность |
| --- | ---------------------------------------------- | ------------ |
| 1.  | «The Painted Veil» (Лан Лан)                   | 3:19         |
| 2.  | «Gnossienne no.1 (Эрик Сати)» (Лан Лан)        | 3:24         |
| 3.  | «Colony Club» (Лан Лан)                        | 2:09         |
| 4.  | «River Waltz» (Лан Лан)                        | 2:24         |
| 5.  | «Kitty's Theme» (Лан Лан)                      | 3:08         |
| 6.  | «Death Convoy» (Александр Деспла)              | 2:50         |
| 7.  | «The Water Wheel» (Александр Деспла)           | 6:21         |
| 8.  | «The Lovers» (Лан Лан)                         | 1:27         |
| 9.  | «Promenade» (Лан Лан)                          | 2:06         |
| 10. | «Kitty's Journey» (Александр Деспла)           | 2:51         |
| 11. | «The Deal» (Александр Деспла)                  | 3:23         |
| 12. | «Walter's Mission» (Лан Лан)                   | 3:57         |
| 13. | «The Convent» (Пражский симфонический оркестр) | 0:52         |
| 14. | «River Waltz (piano solo)» (Лан Лан)           | 2:27         |
| 15. | «Morning Tears» (Лан Лан)                      | 1:52         |
| 16. | «Cholera» (Лан Лан)                            | 4:23         |
| 17. | «The End of Love» (Александр Деспла)           | 4:36         |
| 18. | «The Funeral» (Александр Деспла)               | 0:53         |
| 19. | «From Shanghai to London» (Лан Лан)            | 2:03         |